# 12045 Klein
12045 Klein eller 1997 FH1 är en asteroid i huvudbältet som upptäcktes den 30 mars 1997 av den italiensk-amerikanske astronomen Paul G. Comba vid Prescott-observatoriet. Den är uppkallad efter den tyske matematiker Felix Klein.
Den tillhör asteroidgruppen Eunomia.